# アパッチ県

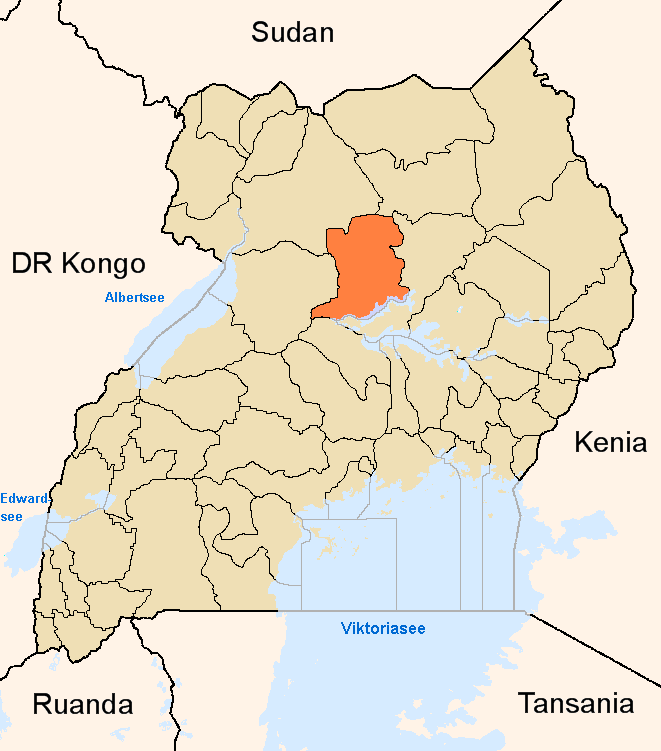
2001年から2005年のアパッチ県

アパッチ県 (アパッチけん、英語: Apac District、スワヒリ語: Wilaya ya Apac) は、ウガンダ中北部、ランゴ地方西部の県。

## 概要
1974年にランゴ県が分割された際に西ランゴ県として設置され、1980年に県庁所在地からアパッチ県に改称された。「アボケの誘拐」で有名なアボケは北部に、ミルトン・オボテの出生地のアココロ村は南西部に位置する。2002年の国勢調査人口は 676,244 人（うち2007年以降のアパッチ県分は 405,524 人）。2007年7月1日に北部がオヤム県に分割された。

## 隣接する県
北東にリラ県、東にドコロ県、南にクワニア湖を挟みアモラタル県、南西にブガンダのナカソンゴラ県、西にブニョロのマシンディ県と接する。